# Alpi della Val di Non

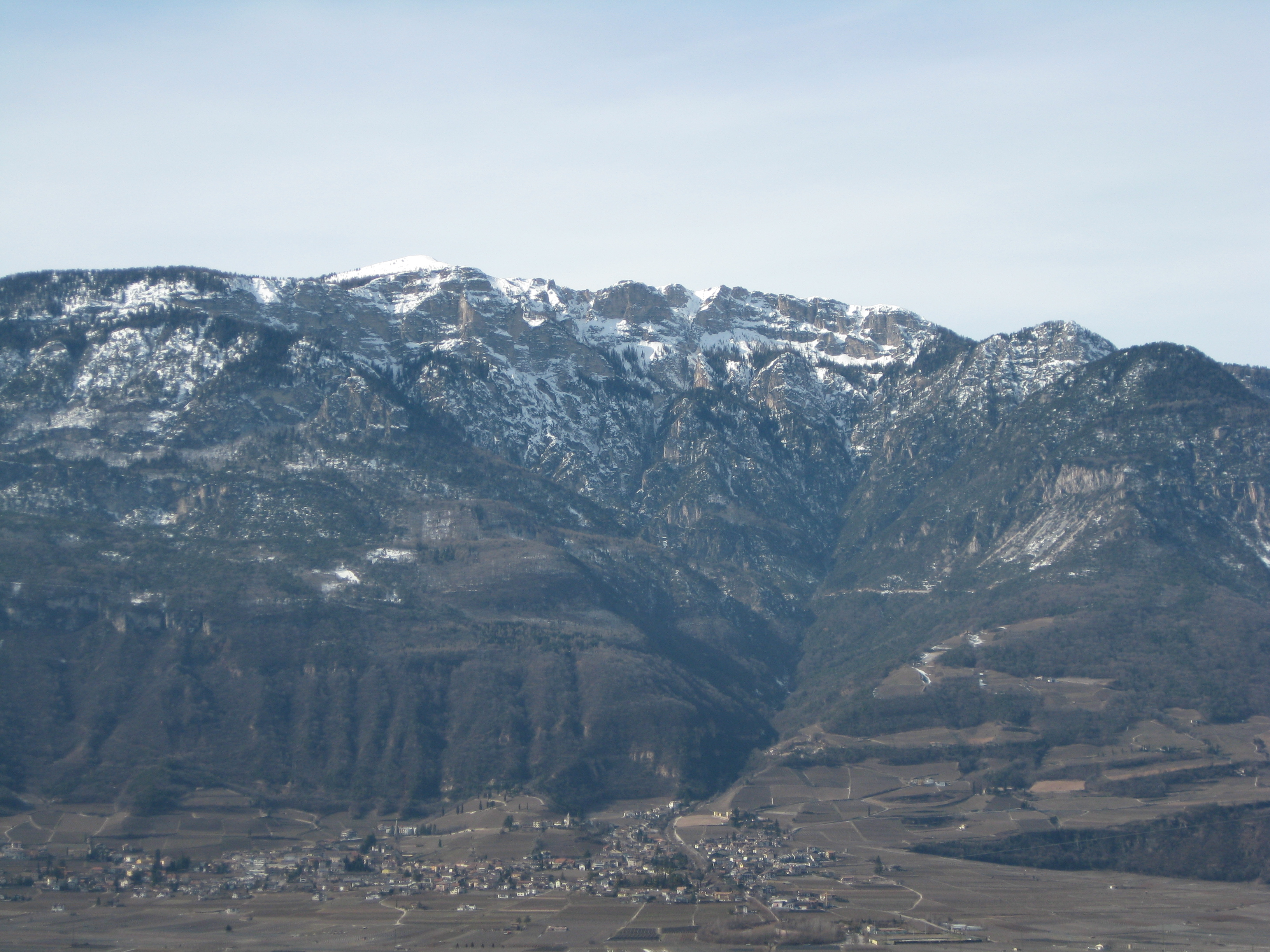
Roen

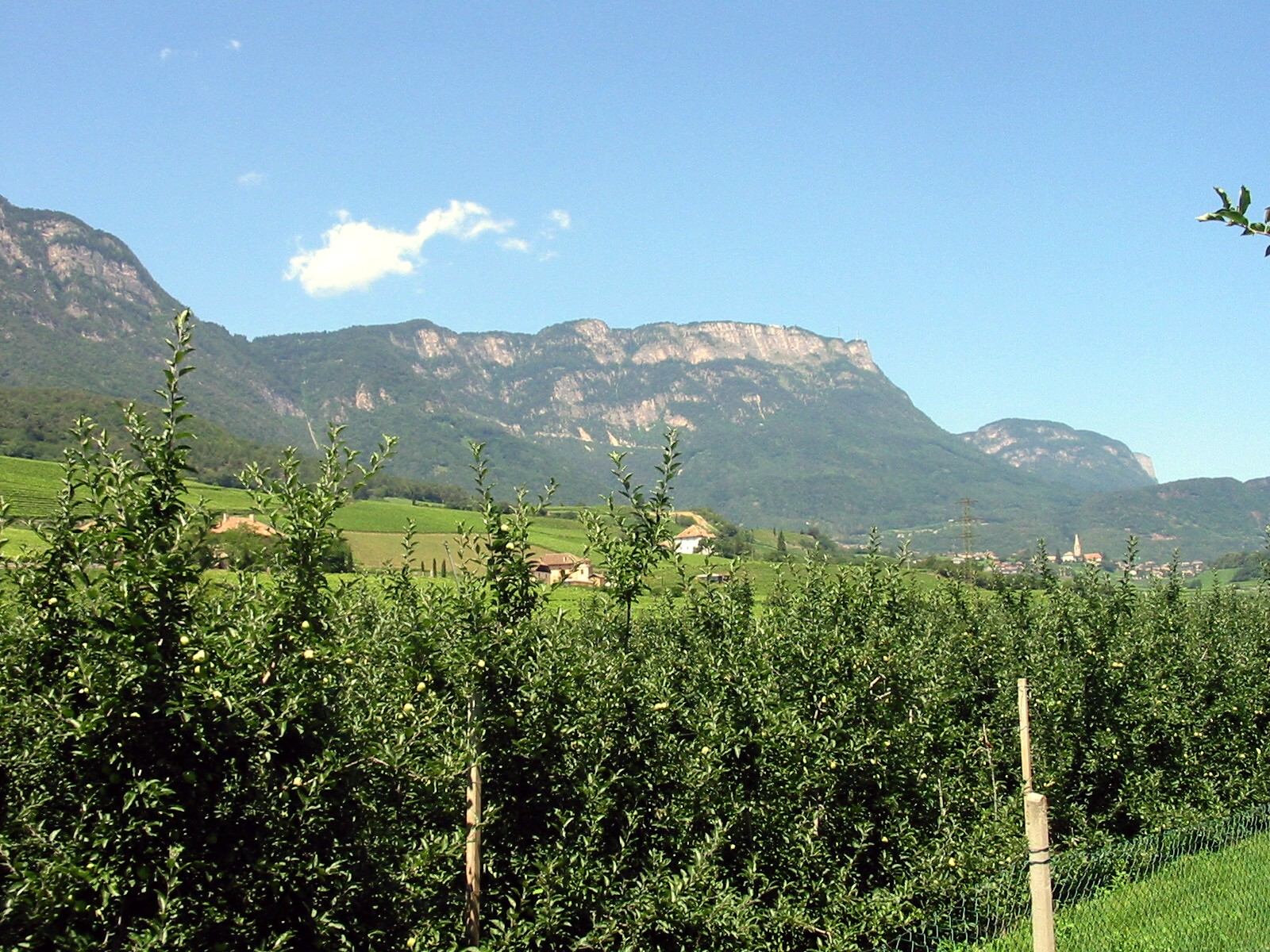
Penegal

Nonsberggruppe, Alpi della Val di Non – pasmo górskie w Południowym Tyrolu, w Alpach Retyckich, części Południowych Alp Wapiennych. Najwyższym szczytem jest Laugen (2434 m n.p.m.). Grupa ta graniczy z prowincją Bolzano na północy (od przełęczy Palade Gantkofel), doliną Adygi na wschodzie, na południu z Piana Rotaliana i La Rocchetta oraz z Dolomitami Brenty na zachodzie. Nazwa grupy pochodzi od doliny Val di Non (niem. Nonsberg lub Nonstal).
Najwyższe szczyty:
- Laugen (2434 m),
- Kleiner Laugen (2297 m),
- Roen (wł. Monte Roen, 2116 m),
- Craunel (wł. Cima Roccapiana, 1873 m),
- Gantkofel (wł. Monte Macaion, 1866 m),
- Monticello (1857 m),
- Hofbichl (wł. Monte Salomp, 1818 m),
- Tresner Horn (wł. Corno di Tres, 1817 m),
- Schönleiten (wł. Coste Belle, 1811 m),
- Penegal (1737 m).